# Arc de Santa Maria
L'Arc de Santa María de Burgos, era una de les dotze portes d'accés a la ciutat a l'edat mitjana. El seu aspecte data de segle xvi i la seva remodelació va ser duta a terme per Juan de Vallejo i Francisco de Colonia, l'arc simula un castell, en les fornícules s'hi troben personatges importants de la història de la ciutat i de Castella; com Nuño Rasura i Laín Calvo, els dos Jutges de Castella; els comtes Diego Rodríguez Porcelos fundador de la ciutat i Fernán González, Rodrigo Díaz de Vivar i Carles V tot ells presidits per Santa María la Mayor. Apareix esmentat en el poema del Mio Cid. En aquests moments és el Centre Cultural Històric-Artístic de Burgos.